# 清水ともみ
清水 ともみ（しみず ともみ）は、日本の漫画家。静岡県富士市出身。

## 作品リスト

### 単行本
- 極上LOVEホスト（『Kiss』2004年No.3 - No.7[2] 、No.15 - No.17、No.19 - No.21[3]、全2巻）
  1. 2004年7月13日発売[2]、ISBN 4-06-340497-8[4]
  2. 2005年2月10日発売[3]、ISBN 4-06-340530-3[5]
- 私の身に起きたこと とあるウイグル人女性の証言（季節社、2020年10月、ISBN 978-4873691046[6]）
- 命がけの証言（ワック、2021年1月、ISBN 978-4898315002[7]）

### アンソロジー
- 女の問題提起 SEX編（2002年12月11日発売[8]、ISBN 4-06-334635-8）
  - 「さわれない月」（『Kiss』2000年No.9掲載）収録。清水みのる名義。

### 単行本未収録
以下、清水みのる名義。
- 椿の夜（『Kiss Carnival』1998年12月号）
- Last Card（『Kiss Carnival』1999年2月号）
- 恋の定理はバニラの法則（『Kiss Carnival』1999年5月号）
- 夢見荘物語（『Kiss Carnival』1999年7月号・2000年1月号 - 2000年3月号）
- メラメラベリーラブ（『Kiss Carnival』1999年10月号）
- ルビーフルーツ・エクスタシー（『Kiss Carnival』2001年5月号）
- 梅暦（『Kiss Carnival』掲載）
- タマキノコヒ（『Kiss Carnival』掲載）

### 電子書籍
- あいの話
- 清水みのる作品集 (全2巻)
- すきすき♥ひとり息子 (全2巻)
- Island
- その國の名を誰も言わない
  - No one will say the name of that country
- 私の身に起きたこと 〜とあるウイグル人女性の証言〜
  - What has happened to me 〜A testimony of a Uyghur woman〜
- 私の身に起きたこと 〜とあるウイグル人女性の証言2〜
- 私の身に起きたこと 〜とある在日ウイグル人男性の証言〜
  - What has happened to me 〜The story of an Uyghur man who now lives in Japan〜
- 私の身に起きたこと 〜とある在日ウイグル人男性の証言 2〜
  - What has happened to me 〜The story of an Uyghur man who now lives in Japan2〜
- 私の身に起きたこと 〜とある在日ウイグル人女性の証言〜
- 私の身に起きたこと 〜とあるカザフ人女性の証言〜
  - What has happened to me 〜Testimony of a Kazakh woman〜
- モンゴリアンメッセージ二○二○
  - Mongolian Message 2020
- 墓標なき草原 (原作:楊海英) - コミカライズ作品
  - GENOCIDE ON THE MONGOLIAN STEPPE